# سارافلوكساسين
سارافلوكساسين Sarafloxacin هو اسم دولي غير مسجل الملكية مضاد حيوي من زمرة الكوينولون. تم سحبه من قبل الشركة المصنعة (مختبرات أبوت) في 30 أبريل 2001.

## آلية العمل
يَعملُ سارافلوكساسين Sarafloxacin على قَتل الجَراثيم التي تُسبِّب العدوى. ويفعل ذلك عن طريق تثبيط إنزيم يُسمَّى غيراز gyrase الحمض النَّووي الجُرثومي.
ويشارك هذا الإنزيمُ في تكرُّر وإصلاح المادَّة الوراثيَّة (الدي أن إيه DNA) للجَراثيم؛ فإذا كان هذا الإنزيمُ لا يعمل، لا يمكن للجَراثيم إعادةَ إصلاح نفسها أو الانقسام والتَّكاثر، وبهذا يكافح الدَّواءُ العدوى الجُرثوميَّة ويُوقفها.

## الاستعمال الطبي
كما هو الحال مع جميع الأدوية البيطرية الواردة في الوصفات، يجب دائما التماس المشورة بشأن استخدام سارافلوكساسين Sarafloxacin من طبيب بيطري مؤهل مناسب. يستخدم في السيطرة على الالتهابات البكتيرية في الدواجن بسبب الإشريكية القولونية والسالمونيلا.
لعلاج ومراقبة داء العصيات القولونية في الدواجن.